# Leis Pontevedra FS
El Stellae Leis Pontevedra FS (originalmente Leis 26 Pontevedra) es un equipo gallego de fútbol sala fundado en 1980. En 2024 se anunció su fusión con el club de fútbol sala Stellae FS Valga. 
En la temporada 2007-2008 jugó en la División de Honor de la Liga Nacional de Fútbol Sala (LNFS), máxima categoría del fútbol sala en España.
En la temporada 2006-07 se clasificó para el play-off a División de Honor, consiguiendo por primera vez el ascenso tras derrotar al Manacor FS en 3 de los 4 partidos.
Actualmente milita en 2ªB.

## Palmarés
2 Play-off de ascenso a División de Honor
Temporada 2006/2007: Ascenso a la máxima categoría del fútbol sala español
Copa de División Local 22/23